# Fair Haven (Vermont)
Fair Haven és una població dels Estats Units a l'estat de Vermont. Segons el cens del 2000 tenia 2.928 habitants.

## Demografia
Segons el cens del 2000, Fair Haven tenia 2.928 habitants, 1.165 habitatges, i 778 famílies. La densitat de població era de 64,1 habitants per km².
Dels 1.165 habitatges en un 34,1% hi vivien nens de menys de 18 anys, en un 49,3% hi vivien parelles casades, en un 13,3% dones solteres, i en un 33,2% no eren unitats familiars. En el 27,2% dels habitatges hi vivien persones soles el 12,6% de les quals corresponia a persones de 65 anys o més que vivien soles. El nombre mitjà de persones vivint en cada habitatge era de 2,47 i el nombre mitjà de persones que vivien en cada família era de 3.
Per edats la població es repartia de la següent manera: un 26,6% tenia menys de 18 anys, un 8,2% entre 18 i 24, un 28,2% entre 25 i 44, un 22,7% de 45 a 60 i un 14,2% 65 anys o més.
L'edat mediana era de 37 anys. Per cada 100 dones de 18 o més anys hi havia 86 homes.
La renda mediana per habitatge era de 34.313 $ i la renda mediana per família de 36.587 $. Els homes tenien una renda mediana de 29.760 $ mentre que les dones 21.406 $. La renda per capita de la població era de 17.912 $. Entorn de l'11,4% de les famílies i el 15,4% de la població estaven per davall del llindar de pobresa.